# Kinderklinik Sankt Augustin
Die Asklepios Kinderklinik Sankt Augustin ist ein Kinderkrankenhaus in Nordrhein-Westfalen und das einzige im Rhein-Sieg-Kreis.

## Geschichte
Die Klinik wurde 1971 in Trägerschaft des Rhein-Sieg-Kreises gegründet, 1974 übernahmen die Johanniter das Krankenhaus. 1986 kam es zu einem Brand, nach welchem die Kinderklinik für einige Monate nicht voll betriebsfähig war. Seit 2003 wird das Krankenhaus vom Asklepios-Konzern betrieben.
Die McDonald’s Kinderhilfe betreibt seit 2009 eine Oase in der Kinderklinik als Rückzugsort für Familien der Patienten. Seit 2014 gibt es auf dem Gelände zudem ein Ronald McDonald Haus für Eltern und Geschwister.
Im Zuge der Covid-19-Pandemie wurde Ende 2020 das Impfzentrum des Rhein-Sieg-Kreises im Klinikgebäude eingerichtet. Seit 2022 ist die Klinik Lehrkrankenhaus der medizinischen Fakultät der Universität zu Köln.

## Abteilungen

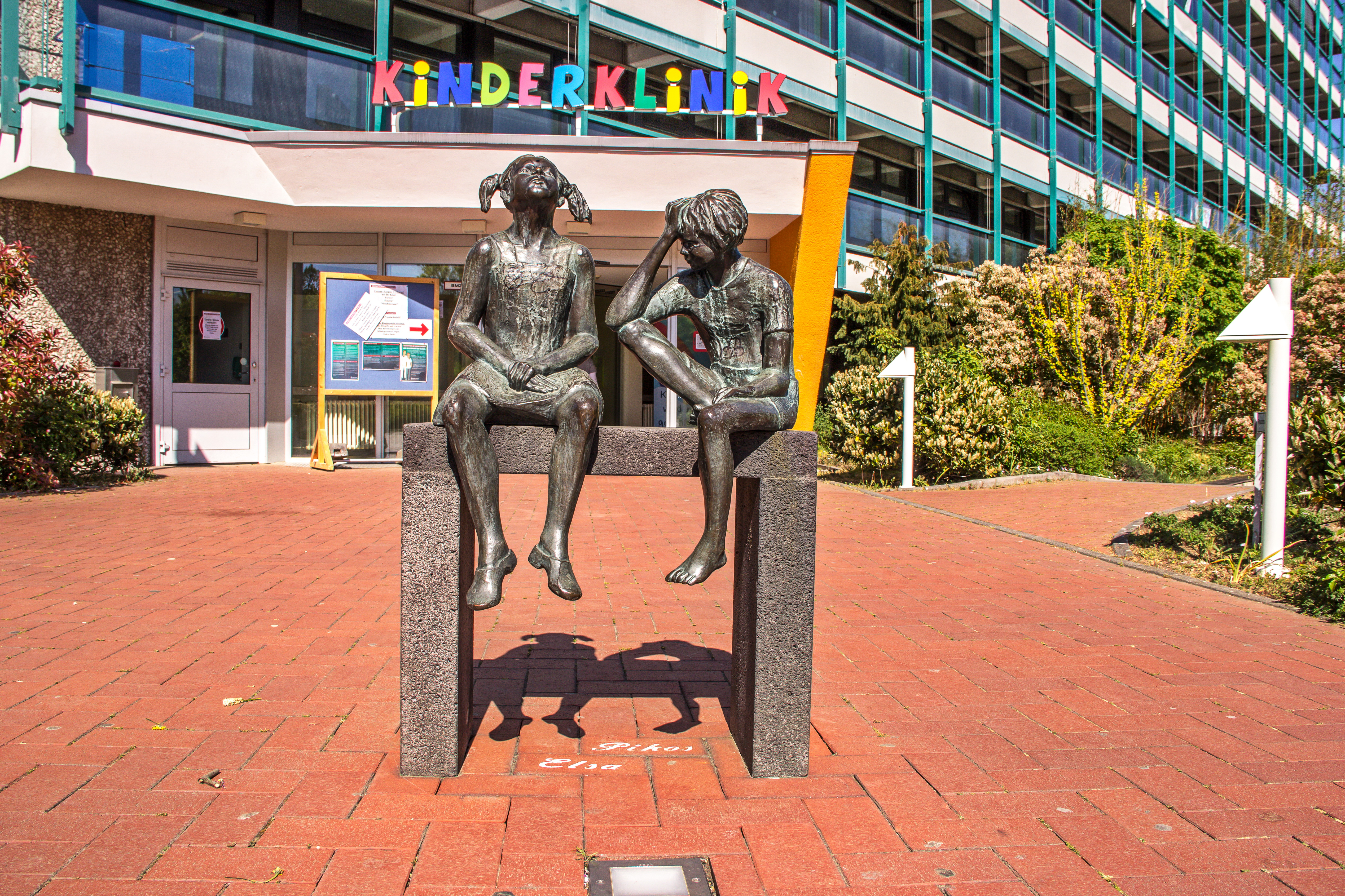
Skulptur Geschwister von Eva de Maizière am Eingang der Klinik (2020)

Seit 1975 gibt es die Abteilung Kinderchirurgie, ein Jahr später wurde die interdisziplinäre Intensivstation eröffnet und kurz darauf auch die Kinderorthopädie. Seit 1990 gibt es eine Abteilung für Kinder- und Jugendpsychiatrie, 2007 kam die Neurochirurgie hinzu und 2009 wurde das Zentrum für ambulante Operationen eröffnet.
Im Jahr 2000 öffnete das Deutsche Kinderherzzentrum, das bundesweit bekannt war und rund zehn Prozent aller Kinderherz-OPs in Deutschland durchführte. Nach dem Weggang von insgesamt mehr als 100 Klinik-Mitarbeitern, größtenteils an das Universitätsklinikum Bonn, wurden das Zentrum sowie der Bereich Kinderherzchirurgie 2019 geschlossen. Anfang Juli 2019 wurde bekannt, dass der Betreiber Asklepios plant, das gesamte Krankenhaus zu schließen, und im Zusammenhang mit dem Weggang des Personals auf den Venusberg die Uniklinik sowie das Land Nordrhein-Westfalen auf Schadensersatz verklagen zu wollen. Einen Antrag auf Schließung lehnte das Land Nordrhein-Westfalen im März 2022 ab.
Bereits 2017 war die Geburtshilfe-Station aufgrund von Personalmangel geschlossen worden.